# Woda konstytucyjna
Woda konstytucyjna – woda wbudowana w związek chemiczny, która w pewnych warunkach może zostać uwolniona, np. w wyniku ogrzewania lub pod wpływem środków odwadniających. Usunięcie wody konstytucyjnej prowadzi do wytworzenia innego związku chemicznego, np. dehydratacja celulozy prowadzi do węgla pierwiastkowego, a dehydratacja kwasów tlenowych do ich bezwodników.